# Lo Pòrt
|  | Per a altres significats, vegeu «Lo Pòrt (Gascunya)». |

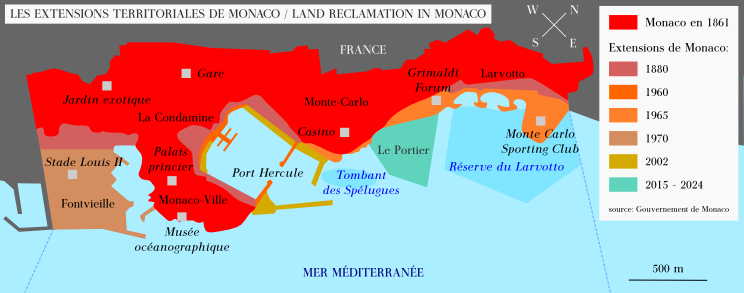
Lo Pòrt està marcat en verd

Lo Pòrt o lo Portièr és un nou barri previst a Mònaco planificat per a l'any 2014.
Tindrà una extensió de 27 hectàrees. La superfície de Mònaco passarà dels actuals 1,97 km² als prevists 2,24 km². La població del barri serà d'uns 3.400 habitants. Es construirà entre la zona del port d'Hèrcules i la platja de Larvot, al Fòrum Grimaldi, i hi aniran, a part d'habitatges, edificis administratius i museus. Costarà uns 2.300 milions de dòlars i ampliarà el contorn natural de la costa de Mònaco 15 acres a la Mediterrània.
Una vegada acabat, en 2025, el nou districte, Portier Cove, prop del llegendari Casino de Montecarlo, que ha aparegut en tres pel·lícules de James Bond, albergarà fins a 1.000 residents en apartaments i vil·les de luxe.

## Història
El projecte, iniciat a principis de la dècada de 2000 i programat per a 2014, va ser abandonat en 2009 per la decisió del Príncep Albert II de Mònaco, a causa de les finances nacionals, però posteriorment es van trobar nous fons i el projecte es va reiniciar en 2011. A més de la nova àrea residencial, també es planeja construir edificis administratius, museus i un teatre.